# ウェザーニュース (BSデジタル放送)

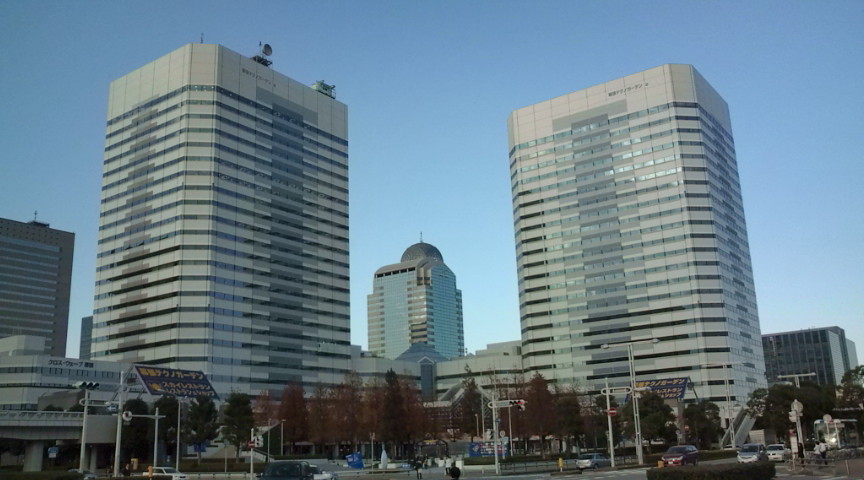
ウェザーニューズの本社がある幕張テクノガーデン

ウェザーニュースは、かつて株式会社ウェザーニューズ（2010年11月30日までは株式会社ダブリュエックス二十四）が運営していた天気予報チャンネル。かつてはCS放送のチャンネルも運営していた。本稿ではそちらについても併せて述べる。

## 過去放送されていたチャンネル

### ディレクTV
Ch.501「インテリジェント・ウェザーニュース」
- 1997年12月1日放送開始。2000年9月30日放送終了。運営はウェザーニューズ。

### スカパー!（現：スカパー!プレミアムサービス）
Ch.744「ウェザーニュース」
- 2000年10月1日放送開始。2007年5月31日放送終了。運営は株式会社ウェザーニュース（ウェザーニューズの100%子会社。2003年3月31日まで）→株式会社ダブリュエックス二十四（2003年4月1日より）。
- 終了時時点では、5時30分 - 10時及び災害警戒時は無料放送を実施していた[1]。

### BSデジタル放送（独立データ放送）
「ウェザーニュース」
- 論理チャンネル枠：91x
- 論理チャンネル（3桁）：Ch.910
- 受信機局名表記：WNI・910、受信機表示アイコン：WNI（ウェザーニューズの社章を表示）
- 24時間放送（0時基点）で無料放送。
- 衛星基幹放送事業者（旧・委託放送事業者）はウェザーニューズ（2000年12月1日 - 2001年11月28日）→ダブリュエックス二十四（2001年11月29日 - 2010年11月30日）→ウェザーニューズ（2010年12月1日 - 2016年9月30日）

仕様
- 動画 MPEG2 MP@ML/AAC
- 静止画 ARIB STD-B24
- 暗号化 非実施（B-CASカード不要）
- 定時更新 1時間毎に1回、不定期更新有り
- 番組表(EPG) 毎正時1番組で実質的には番組表は無かったが、2009年8月27日から番組毎EPGに移行[2]
- 伝送方式 非対称DII DSMCC[3]、マルチパート・マルチモジュール（zlib圧縮）
- 伝送帯域 動画音声 1.5Mbps[4]、データ 800Kbps、PSI/SI 64Kbps
- データフォーマット ATD STD-B4
- イベント イベントトリガー起動・一部モジュールのみ更新
- チャンネルに合わせると、最初に“ダウンロード中”と表示され、データの読み込みが完了してから画面が切り替わるようになっている。（所要時間は受信機の処理能力や電波状況により異なる。）
- 受信機機種判定による独自仕様を全く含んでおらず、全てARIB STD-B24規格のみに準じているため、データはFriioなど暗号化しない受信機で容易に取り出す事ができる。バイナリテーブルデータフォーマットはBML中にコメント付きでスキーマが定義されており、天気情報の取得は非常に容易であり、同チャンネルから天気情報や動画を引き出して表示するウイジェット等も存在する。
- コンテンツは日本全国の地域情報を完全に含んでおり、全国波でありながら地域毎のコンテンツを自動的に表示する。その為、チューナーだけで地域毎の再送信もできる。さらに専用の再送装置を必要としないため、小規模のケーブル局や、ビル内放送といった所でも、チューナーで受像した映像の再送が行われている。2009年7月6日より双方向放送（LAN回線または一部のCATV回線のみ）に対応し、同年7月17日13時30分頃より動画音声の伝送帯域を300kbps→1.5Mbpsに変更、同時に4:3の画角情報が付加された。
- 2010年4月27日放送の『SOLiVE トワイライト』より、「SOLiVE24」のHDTV化を実施したが、BSデジタル放送では放送帯域の都合上、HDTVではなく、標準画質のワイド画面[5]による放送となっている[6]。また、ワイド画面への変更に伴い、画角情報の付加を止めている。2010年6月2日にデータ放送をリニューアル。データ放送画面は動画表示部分は16:9SD、それ以外は16:9のハイビジョン画面となった。インターネットによる通信機能を拡張し、チャットの閲覧や雨雲レーダー等天気概況の地図画面表示の選択が可能になった[7]。更に同年6月24日未明に再リニューアルし、動画表示部分の拡大や郵便番号検索によるピンポイント天気予報機能復活[8][9]、同年11月10日深夜に『MyCh.』・『衛星Ch.』などが追加された[10]。
- BSデジタル放送の周波数（BS-15ch）をNHKの衛星放送2波[11]（BS1・BSプレミアム）と共用している関係[12]で、NHK-BSの放送機器メンテナンスに伴う、停波の際は当チャンネルも同時に停波（休止）する場合がある[13]。
- ISDBの仕様により、単独データ放送の録画を禁止する信号が送出されており、デジタルチューナー内蔵のレコーダーでは直接録画することができない（動画部分のみ外部端子で別のレコーダーを介するなどの録画は可能）。
- データ放送機能非搭載の簡易BSデジタルチューナーでは、当チャンネルを視聴することはできない。
- 同社のフォーマットが、後に地上デジタルのワンセグ放送の標準スタイル・標準フォーマットとして採用される。同社は自社フォーマットに対して特許を設定していない為、WNIフォーマットのデジタル放送は無料で放送に使用できる（ただし郵便番号によるピンポイント天気はWNIとNHKの共同特許となっておりこれは使用許諾が必要）。

## 沿革
- 1990年（平成2年）1月26日 - ウェザーニューズと電通とセンチュリー・リーシング・システムの3社の共同出資で、ダブリュエックス二十四会社設立。
- 1991年（平成3年）10月 - 通信衛星（スカイポート）を利用したCATV向け気象情報番組「お天気チャンネル」の全国配信サービス開始。
以後、ウェザーニューズとの吸収合併までの沿革はダブリュエックス二十四#沿革を参照
- 2010年（平成22年）12月1日 - 株式会社ダブリュエックス二十四を株式会社ウェザーニューズが吸収合併[14]。これにより特別衛星放送（BSデジタル放送）における委託放送事業者がウェザーニューズに再移行。
- 2011年（平成23年）6月30日 - 放送法の改正施行により、特別衛星委託放送から衛星基幹放送となり、ウェザーニューズは委託放送事業者から衛星基幹放送事業者へ移行。
- 2016年（平成28年）9月30日 - 同日24時をもって、BSでの放送を終了[15]。これにより、BSの単営独立データ放送局は全て消滅した。

## 番組内容
現在の放送番組編成は2009年5月1日より実施されている。

### BSデジタル放送向けの内容
2009年4月27日からウェザーニューズが運営するインターネットでの24時間生放送の気象情報番組『SOLiVE24』（現『ウェザーニュースLiVE』）がスタートしたのに伴い、同年5月1日16時から「SOLiVE24」のサイマル放送（生放送）が開始され、毎週月曜（日曜深夜）2時25分頃から10分程度を除き（2013年4月30日 - 2016年9月30日）、「SOLiVE24」のサイマル放送を実施している。民間事業者であるが、コマーシャルは一切放送されていない。

### 2009年4月まで放送された番組
- BSデジタル放送では、衛星画像→海水温分布→雨雲レーダー（全国、北海道、東北、関東、中部、近畿、中国、四国、九州、沖縄の順で、それぞれ現在時刻から約2時間前からの雨雲の動きを放送）のローテーションで配信されていた。なお日本に台風が接近している場合は、海水温分布と雨雲レーダーの間に、台風情報が入る。
  - 震度4以上の地震が発生した場合及び津波予報が発表された場合は、地震情報や津波情報が随時挿入される。
- このローテーションは2007年5月31日午後から放送を開始した。これまでの映像がSkyPerfecTV!向け映像のサイマル放送だったのに対して、この映像は6月からの番組改編に備えて新たに製作された映像で、従来の映像よりも画質が改善して分かりやすくなった。
- 2007年6月25日からは携帯サイト「wni.tv」の終了に伴い、動画部分以外の内容が一部変更されて、ウェザーリポート募集案内やウェザーニュース携帯サイトのURL（2008年2月19日以降はURL表示部分が、後述のトピックス表示部分の一部となる場合がある）などが表示される様になった。また、画像切替の合間にウェザーリポートを1件ずつ放送する様になった。
- 2007年9月から当日の最高気温がおよそ34℃以上で天気が晴れとなる場合は、従来の「晴れマーク」表示（オレンジ地に白抜きの太陽）からウェザーニューズオリジナルの「猛暑マーク」表示（赤地に白抜きの太陽）に、台風等により雨風が強まる場合には、従来の「雨マーク」（青地に白）表示から「大雨・嵐マーク」（紺地に白）に変更されている（ウェザーニューズ公式サイトや動画番組でも同時に実施）。また、2007年11月頃からは「雪マーク」のデザインも変更（ピンポイント天気表示時は水色地に雪だるまの周りに4個の雪の結晶、週間天気表示時は水色地に雪だるま）されている[17]。
- 2008年2月4日からはウェザーリポート募集案内に替わって、ウェザーニュース携帯サイトや季節の話題のトピックスが常時表示される様になった。

2007年7月 - 2009年3月27日の間放送
- 朝のウェザーニュース
- 昼もウェザーニュース
- 夜はウェザーニュース

2007年7月 - 2009年4月30日の間放送
- ウェザーニュースUpdate（全国版・地域版、全国版は土・日のみ放送）
- 天気のチカラ

### 2007年5月まで放送された番組
解説付天気予報（お天気物語）
SkyPerfecTV!、BSデジタル放送、ケーブルテレビで下記の時間に放送されていた。
- 月 - 金
  - 朝（5時55分 - 9時55分の間、毎時05・15・25・35・45・55分放送）
    - 25分と55分は詳細予報（季節の話題・概況と全国の天気予報、5分間）、それ以外は概況予報（季節の話題・概況のみ、2分30秒）を放送。

  - 夜（18時25分 - 22時55分の間、毎時25・55分放送）
    - 詳細予報を放送。
    - 22時台の放送では、番組の最後に「おやすみなさい」の挨拶が入った。

- 土日
  - 朝（5時55分 - 11時55分の間、毎時25・55分放送）
    - 詳細予報を放送。9時55分までの間は上記の放送時間に加えて、毎時05・15・35・45分に概況予報を放送。

  - 昼（12時25分 - 17時55分の間、毎時25・55分放送）
    - 12・13時台は詳細予報を放送。
    - 14時台以降は、全国の天気予報と「Weekend ウェザーアルバム」[18]を放送。

  - 夜（18時25分 - 22時55分の間、毎時25・55分放送）
    - 詳細予報を放送。
    - 22時台の放送では、番組の最後に「おやすみなさい」の挨拶が入った。

解説番組以外の番組内容
- SkyPerfecTV!（2007年頃）
  - 3分割の画面で気象情報が表示される。
  - 画面左上は全国を9エリアに分けたきょう - 明日の天気・気温、週間予報、レーダー、気象衛星画像、天気図、ケータイサイトの案内が表示される。
  - 画面右は全国9都市の天気予報と最高気温が表示される。画面左上の表示と対応し、表示されているエリアの文字の色が反転する。
  - 画面下は文字情報で天気概況、気象警報の発表状況、地震情報、津波情報が表示されている。
  - 画面左上の日付の右側には、ウェザーニューズが独自に設定した災害レベル（M1(正常) - M3(警戒)）が常時表示される[1]。

- BSデジタル放送
  - 動画は画面右上に小さく表示され、SkyPerfecTV!と同じ内容が表示される。ただし、画面下の文字情報は表示されない。
  - 「マイウェザー」ではチューナーに登録された地点の、「ピンポイント検索」では郵便番号で指定された地点の3時間ごとの天気と週間予報が表示される。
  - 「天気コメント」では天気概況が表示され、この他にケータイサイトの案内がある。
  - 画面左上の日付の右側には、SkyPerfecTV!と同じく、ウェザーニューズが独自に設定した災害レベルが常時表示される。

番組BGM
時 開局からしばらくは月替わりで時間ごとにコンセプトを設けた選曲が行われていたが、現在は特にコンセプトもなく、曲名も公開されていない。

### 2004年頃まで放送された番組
開局から2004年頃まではウェザーニューズ所属の気象予報士が生放送で解説を行う多様な番組があった（記述のないもの以外5分、CMを含む場合もあった）。
- ズバリ朝天気
- Weather Morning（ズバリ朝天気の後継番組）
- Today's Weather（2分30秒）
- お天気メールBOX
- アポイントウェザー（お天気メールBOXの後継番組）
- アポイントウェザーPlus（35分番組）
- Weather Update（1分30秒）

- ズバリ!週間天気
- あなたの気象台
- 新鮮お天気マーケット
- Cyber Weather
- Weather Satellite
- Earth Watch（録画放送）
- 気象と災害（録画放送）　他

## キャスター

### 過去に出演した気象予報士
- 斎藤恭紀（元衆議院議員）
- 寺尾直樹（現NHK名古屋放送局『ほっとイブニング』気象キャスター）
- 増田雅昭（現ウェザーマップ所属）
- 船木正人（現オフィスNickNack代表取締役）
- 田中秀明
- 廣瀬美由紀
- 桜井里香

- 間中由希
- 関嶋梢
- 今村涼子（現オフィスNickNack所属）
- 荒嶋恵里子
- 大村絵美（現フリーアナウンサー）
- 小西雅子（Earth Watchのみ担当・現WWFジャパン所属）

他

### 過去出演していたキャスター
- 関嶋梢（元ウェザーニューズ社員、現在は株式会社ウイング所属）
- 増田りえ（ウェザーニューズ社員）
- 田口ゆみ（ウェザーニューズ社員）
- 佐藤景子（フリーアナウンサー）
- 鈴木麻里（モデル・タレント、オスカープロモーション所属）
- 石橋知博（ウェザーニューズ社員、現在は同社取締役、紹介テロップでは「バシ」と表示）

他